# АНЦА-ассоциированные васкулиты
АНЦА-ассоциированные васкулиты (ААВ) — разновидность васкулитов, при которых в крови определяются антинейтрофильные цитоплазматические антитела (АНЦА).

## Классификация
Выделяют три основных типа ААВ: микроскопический полиангиит, гранулёматоз Вегенера и синдром Чарга-Стросса (прежнее название — астматический вариант узелкового периартериита). Все эти виды васкулитов объединяет поражение мелких кровеносных сосудов. АНЦА иногда определяются в крови при узелковом периартериите, особенно когда имеет место поражение мелких сосудов.

ААВ характеризуются быстрым злокачественным течением процесса, что особенно проявляется при поражении почек. Гломерулонефрит имеет быстропрогрессирующее течение и сопровождается быстро нарастающей почечной недостаточностью. Выживаемость пациентов без лечения не превышает одного года.

## Принципы лечения
Основу терапии составляют иммунодепрессанты: цитостатики и глюкокортикоиды, значительно повышающие качество и продолжительность жизни пациентов. Определённая надежда возлагается на антицитокиновую терапию. Другие препараты: авакопан.